# 丹娜·加西亚
丹娜·加西亚 (1978年2月4日—)哥伦比亚女演员、歌手。
2003年饰演电视剧《隐秘的激情》中诺尔玛，获得了巨大的成功。
2006年成为美宝莲在西班牙的化妆品的电视广告的最新代言人。同时她还成为卡尼尔护发产品的广告代言人。
2008年，丹娜被评选为西班牙50最美的女人之一。

## 链接
- 丹娜·加西亚在互联网电影资料库（IMDb）上的資料（英文）
- Official Site
- Slovak Fan Site（页面存档备份，存于）
- Myspace（页面存档备份，存于）
- Danna Garcia Signed as the Newest Latina Face of Maybelline New York